# Заверуха Вікторія Ігорівна
Вікторія Ігорівна Заверуха (також відома як Віта Заверуха; 9 червня 1996, Вінниця) — українська активістка та екс-військова батальйону «Айдар», учасниця війни на сході України з травня 2014 року, учасниця Євромайдану.
Ряд західних ЗМІ називає Заверуху неонацисткою, однак її родичі заперечують таку характеристику.
З січня 2015 року воювала у складі ОПТГ при полку «Азов». 6 травня 2015 року міліція затримала Заверуху, її звинуватили у зв'язку з підозрюваними у вбивстві поліціянтів та в організації обстрілу посту ДАІ у Биківні. Перебувала у СІЗО 20 місяців. 

## Біографія
Народилася у Вінниці. Батько — Ігор Ярославович, уродженець Львова. Мати-Ольга Михайлівна, родом із села Медвеже Вушко Вінницької області. Сім'я проживала в Медвежому Вушку, де Вікторія закінчила 7 класів. Через складні стосунки з однокласниками перевелася до школи у Вінниці. Після закінчення 9-го класу Вікторія Завіруха вступила до Вінницького училища сфери послуг, де отримала спеціальність оператора комп'ютерного набору.
З самого початку Євромайдану приєдналася до протестів; брала участь у штурмі Вінницької ОДА та так званої «народної люстрації» у Вінниці. Після зіткнень і подальшої пожежі в одеському Будинку профспілок 2 травня 2014 року, на сторінку Заверухи в російській соціальній мережі «ВКонтакте» надійшло понад 600 погроз, а 5 травня вона піддалася нападу з боку невідомих. У травні 2014 року, сімнадцятирічному віці, приєдналася до батальйону Айдар.
Здобула широку популярність після публікації 14 листопада 2014 року у французькому журналі Elle репортажу про жінок у збройному конфлікті на Донбасі, в якому Вікторія Заверуха була названа «українською Жанною Д'арк». Публікація в журналі викликала скандал у ЗМІ та Інтернеті після відповідних повідомлень американської піаністки родом з Києва Валентини Лисиці. Лисиця у своїх повідомленнях в Інтернеті звернула увагу на те, що Вікторія Заверуха у своїх публікаціях у соціальних мережах продемонструвала відкриту симпатію до радикального націоналізму; на одній з опублікованих в Інтернеті фотографій Заверуха підкидає руку в нацистському вітанні, на іншій вона зображена у військовій формі, що тримає в руках гранатомет, на якому написано фломастером «смерть православним», на третій — позує зі зброєю на тлі прапора зі свастикою. Французькі ЗМІ також звернули увагу на публікації Заверухою зображень з Адольфом Гітлером і антисемітських гасел, таких як «Україна без євреїв». Після втручання Валентини Лисиці редакція французького журналу Elle принесла вибачення за публікацію репортажу про Вікторію Заверуху та інших жінок, які беруть участь у бойових діях на Донбасі.
У 2015 році значний суспільний резонанс викликало розміщене в інтернеті відео, на якому дівчина, дуже схожа на Вікторію Заверуху, стріляє з ручного протитанкового гранатомета в напрямку села з позицій українських військ у Широкине Донецької області, причому її постріл, ймовірно, не спрямований на будь-яку певну військову ціль. Міжнародне гуманітарне право забороняє невибіркові обстріли і безглузді руйнування. Такі дії, за певних умов, слід розглядати як військовий злочин. На відео також видно вибухи далеко, що говорить про бій, що проходить під час зйомки. Не можна виключити, що постріл був направлений на військову ціль. Відео було широко використано в російській пропаганді для поширення негативної інформації про українські добровольчі батальйони.

## Справа Заверухи
В ніч з 3 на 4 травня 2015 року в Деснянському районі на вулиці Мілютенка в Києві, було вчинено напад на АЗС. Співробітник отримав поранення в руку, з каси нападники в масках забрали 823 гривні. Поранений співробітник викликав наряд поліції. Тієї ж ночі, при спробі затримання ймовірних грабіжників, під час стрілянини двоє співробітників поліції загинуло, трьох було поранено.
У травні було затримано п'ятьох підозрюваних, це Євген Кошелюк, Андрій Романюк, Микола Мнишенко і Вікторія Заверуха. Вадима Пинуса було вбито під час стрілянини. Вік підозрюваних на момент арешту становив від 17 до 23 років, усі вони служили в батальйонах територіальної оборони України «Торнадо», «Айдар» та полку «Азов». На момент арешту Вікторії було 18 років.
На відео прес-служби МВС один із затриманих визнав провину. За його словами, 1 травня він з колегами приїхав до Києва з Вінниці для проведення теракту: «щоб підірвати довіру населення до влади». Він заявив, що спільники мали два автомати, РПГ-18 «Муха» і кілька гранат. Учасники групи можливо вирішили обстріляти пост ДАІ. 3 травня — пограбувати АЗС. Після цього вони спробували сховатися, наряд поліції почав переслідування, в результаті чого затримав частину спільників.
Після арешту Заверуха заявила, що проти неї застосовують насильство, фальсифікують докази та змушують підписувати протоколи, з якими вона не згодна. За кілька днів в камері СІЗО Заверуха оголосила про голодування, вимагаючи припинити фабрикувати справу і допустити до неї адвоката Віктора Смалія.
20 серпня 2015 року Генеральна прокуратура України направила в Дніпровський суд Києва обвинувальний акт у кримінальному провадженні стосовно Вікторії Заверухи, Андрія Романюка, Євгенія Кошелюка, Миколи Мнишенко і Данила Ситнікова.
З 22 вересня 2015 року, на стороні захисту у справі виступала Тетяна Монтян на прохання родичів чоловіка Заверухи. 10 жовтня 2015 року, після чергового засідання суду, Монтян повідомила пресі, що стосовно її підзахисної у суду немає жодних фактичних даних про її причетність до якогось злочину. 11 червня 2016 року з'явилося повідомлення, що Заверуха відмовилася від подальших послуг Монтян, і її захищає новий адвокат Віктор Смалій.
Умови утримання Заверухи в слідчому ізоляторі перевіряла депутатка ВРУ Надія Савченко. Савченко оглядала камеру перебування Заверухи, коли саму утримувану заздалегідь з камери вивели. Продовження строків тримання під вартою судом супроводжувалися масштабними акціями активістів на підтримку Заверухи і інших підозрюваних. У приміщенні Солом'янського Суду Києва, де розглядалася справа, сталася пожежа в ніч проти 13 червня 2016 року. 23 листопада 2016 року в ході розгляду судом питання про обрання Заверусі запобіжного заходу, депутат з фракції «Народний фронт» Юрій Тимошенко прикував себе наручниками до Заверухи, заявивши, що не піде з зали суду без обвинуваченої. Тимошенко попередив, що спробу зняти з нього наручники буде розцінено як замах на імунітет депутата. Згодом після засідання суду Заверуху було госпіталізовано під наглядом народних депутатів, які пообіцяли провести переговори з генеральним прокурором Юрієм Луценком щодо перегляду справи.
25 січня 2017 року Вікторія Заверуха вийшла з Лук'янівського СІЗО під заставу 1,6 млн грн. Заставу вніс Олексій Тамразов, який раніше вніс заставу за підозрюваного у справі про вбивство письменника Олеся Бузини Дениса Поліщука.

## Після звільнення
У липні 2017 року намагалася зупинити машину міліції, в якій знаходився її затриманий хлопець Олесь Невідоменко. Останнього звинувачували в участі у побитті спікера, організаторів та учасників відкритої лекції про трансгендерів. Пізніше, у 2019 році інтернет-видання Bellingcat році віднесло і саму Вікторію Заверуху до анти-ЛГБТ руху.
У звіті Держдепартаменту США з прав людини, що вийшов в 2020 році говорилося, що Заверуха та інші активісти групи «Невідомий патріот» були серед підозрюваних у нападі на учасниць мітингу за права жінок 8 березня.
8 липня 2021 року брала участь у контр-демонстраціях проти екоактивістів, які виступали за збереження озера Вирлиця; угруповання людей під керівництвом Заверухи оточувало протестувальників і рвало їхні плакати.
Під час Російського вторгнення в Україну Вікторія Заверуха брала участь в обороні Києва у складі територіальної оборони.

## Особисте життя
Була одружена з Євгеном Строканем, головою організації «Невідомий патріот».
Зараз одружена з Олексіем Середюком, командиром батальйону «Братство».